# Zmaj v oknu
Povest Zmaj v oknu je delo prekmurskega pisatelja Ferda Godine. Objavljena je bila v istoimenski zbirki Zmaj v oknu leta 1983 in v zbirki Sezidala si bova hišico leta 1991. 

## Uvod
Kot pravi sam Ferdo Godina v uvodni besedi zbirke Sezidala si bova hišico, so vse povesti resnične; v njih se lahko prepozna prav vsak Bistričan. Glavne osebe so predvsem tri; Ferdo sam, Izidor in Ošlajev Tjaš. Slednjega zasledimo tudi v povesti Zmaj v oknu.

## Interpretacija
Ošlajeva mama je bila vdova s tremi otroki – s Tjašem, z Verono in s Štefom; mož je padel v vojni. Ponoči se je zmeraj bala, že ob najmanjšem šumu se je zbudila in se prestrašena spraševala ali so prišli tatovi. Tako se je neko noč Ošlajeva mama zbudila od glasnem hrupu. Zbudila je še otroke in skupaj so se prestrašeno stisnili in se spraševali kaj se dogaja. 
Mati je prižgala svečo in skupaj so se zazrli skozi okno. Otroci so bili prestrašeni, kajti skozi okno je prav zares gledal zmaj z velikanskimi rogovi in velikimi očmi! Le Ošlajevi materi se je ta zmaj zdel zelo znan. Pomirila je otroke in jim povedala, da to v resnici ni zmaj, temveč njihova kravica, ki se je ponoči odvezala in jedla trsovo listje, to pa je povzročalo tak hrup.